# Халлак, Джордж
Джордж (Джон) Ханна Халлак (араб. جورج حنا حلاق‎; англ. George Hanna Hallaq; 13 мая 1928, Багдад — 3 мая 2019, Сент-Джордж, Юта) — иракский баскетболист. Участник летних Олимпийских игр 1948 года.

## Биография
Джордж Халлак родился 13 мая 1928 года в иракском городе Багдад.
Играл в баскетбол за Багдадский колледж.
В 1948 году вошёл в состав сборной Ирака по баскетболу на летних Олимпийских играх в Лондоне, занявшей 22-е место. Провёл 6 матчей, набрал 7 очков (по 2 очка в матчах со сборными Филиппин и Бельгии, 1 — с Италией).
В 1958 году эмигрировал в США. Окончил государственный колледж Вебера Калифорнийского университета в Лос-Анджелесе и Вашингтонский университет. В дальнейшем защитил в Вашингтонском университете диссертацию на тему «Анализ развития лояльности к оригинальному бренду потребительских товаров кратковременного пользования» и стал профессором международного бизнеса и маркетинга университета Айдахо, где работал до выхода на пенсию в 1996 году.
В дальнейшем жил в Калифорнии и Юте, вёл активный образ жизни, увлекался бриджем.
Умер 3 мая 2019 года в американском городе Сент-Джордж в штате Юта.

## Семья
Отец — Джергис Халлак, мать — Газелла Катчи. Джордж был старшим среди десяти детей.
Первая жена — Дженис Фултон. Поженились в 1962 году, развелись в 1995 году.
Вторая жена — Барбара Вандовер.
Трое детей — дочери Амира и Лейла, сын Томас.